# チニジャーノ
チニジャーノ（伊: Cinigiano）は、イタリア共和国トスカーナ州グロッセート県にある、人口約2,400人の基礎自治体（コムーネ）。

## 地理

### 位置・広がり

#### 隣接コムーネ
隣接するコムーネは以下の通り。括弧内のSIはシエーナ県所属を示す。
- アルチドッソ
- カンパニャーティコ
- カステル・デル・ピアーノ
- チヴィテッラ・パガーニコ
- モンタルチーノ (SI)

### 気候分類・地震分類
チニジャーノにおけるイタリアの気候分類 (it) および度日は、zona D, 1972 GGである。
また、イタリアの地震リスク階級 (it) では、zona 3 (sismicità bassa) に分類される。

## 行政

### 分離集落
チニジャーノには以下の分離集落（フラツィオーネ）がある。
- Borgo Santa Rita, Castiglioncello Bandini, Monticello Amiata, Poggi del Sasso, Porrona, Sasso d'Ombrone